# Александр (князь Феодоро)
Александр (? — 1476 р.) — останній правитель князівства Феодоро. У татар відомий також як Дербіберди.

## Біографія
Син князя Олубея (Івана), онук князя Олексія I. Перебував у спорідненості з Константинопольськими Палеологами та Трапезундськими Комнінами. До 1472 управляв округом Кінсанус на сході князівства з резиденцією у фортеці Фуна.
У 1472 р. разом із сестрою Марією (?-1477 рр.) поїхав до Молдавського князівства, де через шлюб сестри поріднився з господарем Штефаном Великим (1433—1504 рр.).
На початку 1475 року Александр отримав звістку про смерть свого дядька — князя Ісака, і що престол Феодоро зайняв його двоюрідний брат Техур (це татарський варіант імені, справжнє невідоме). У травні 1475 року Штефан III Великий спорядив за свій рахунок корабель і надав 300 озброєних молдаван для експедиції, метою якої було усунення від влади сина Ісаака і заміна його на мангупському престолі сином Олубея (Мануїла) Александром. Александр виставив своєму двоюрідному братові ультиматум, підкріпивши його вірчими грамотами від угорського короля Матьяша Корвіна (1443—1490 р.р.), після чого в червні 1475 р. зайняв мангупський престол.
Ісаак виступав проти збройного опору османам, що означало визнання їхньої влади. Це означало, що вони могли б направити сили для бойових дій з Угорським королівством і Молдавським князівством.
20 червня 1475 р. у своєму листі до угорського короля Матьяша Корвіна Штефан, Воєвода Молдавський, писав: «…брат нашої дружини, Александр, досяг місцевості … і на третій день вступив у володіння батьківським спадком, тобто, названим містом Мангопом, де він знаходиться і зараз».
У липні 1475 р. Доменіко д'Альба Реалі та його товариш Гаспар, представники короля Угорського при Штефані Воєводі Молдавському у своєму донесенні писали: «… Воєвода Штефан відправив рідного брата дружини своєї, Александра, у царство, назване Манго. Александр, прибувши туди і пред'явив свої грамоти …, вступив у повне володіння цим же царством Манго».
З вересня по грудень 1475 р. керував обороною Мангупа. Після взяття Мангупа родину князя Александра вивезли до Стамбулу, де 1476 року всі чоловіки (за винятком малолітнього княжича Феодорита) були страчені, а жінки потрапили до султанського гарему.

## Нащадки
Сина Феодорита було навернуто в іслам, де він отримав ім'я Камал. 1512 року він був послом султана Селіма I до великого князя Московського Василя III. Син Феодорита — Александр, що став Скіндером — у 1522 і 1530 року очолював посольства султана Сулеймана I до Василя III.